# Petit-Mars
Petit-Mars – miejscowość i gmina we Francji, w regionie Kraj Loary, w departamencie Loara Atlantycka.
Według danych na rok 2010 gminę zamieszkiwały 3462 osoby, a gęstość zaludnienia wynosiła 133 osoby/km².